# Jovana Brakočević
Jovana Brakočević Canzian (Zrenjanin, 5 de março de 1988) é uma voleibolista sérvia que atua na posição de oposta. Defende atualmente o Grupa Azoty Chemik Police, da Polônia.

## Prêmio individual
- Campeonato Europeu de 2007: melhor saque